# Gran Premio di San Remo
Der Gran Premio di San Remo (deutsch: Großer Preis von San Remo), auch Gran Premio Automobilistico di San Remo, war ein Automobilrennen, das von 1937 bis 1951 sechsmal in der italienischen Stadt Sanremo ausgerichtet wurde. Die Rennen der Formel-1-Ära hatten keinen Weltmeisterschaftsstatus.

## Geschichte

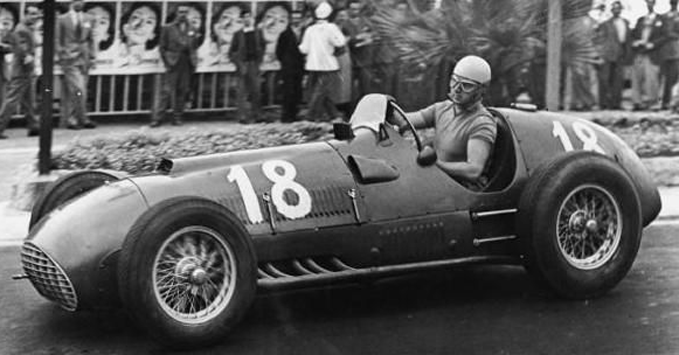
Alberto Ascari beim Rennsieg 1951.

Der erste Große Preis von San Remo fand auf einem temporären Stadtkurs statt und war für sogenannte Voiturettes ausgeschrieben. Als Sieger des ersten Rennens ging Achille Varzi hervor. 
Mit dem Ausbruch des Zweiten Weltkrieges wurde der Große Preis bis 1947 nicht mehr ausgetragen. Zur Rückkehr des Rennens wurde es auf den neuen Circuito di Ospedaletti verlegt, da der Stadtkurs als zu gefährlich für Fußgänger angesehen wurde. Das Rennen 1947 war dabei für internationale Sportwagen ausgeschrieben und ging über 25 Runden. Im Folgejahr wurde der Kurs verlängert und die Renndistanz auf 85 Runden erweitert.
Ab 1949 wurde zwei Rennen zu je 45 Runden gefahren, wobei Juan Manuel Fangio den zweiten Titel für Maserati holen konnte. Sowohl 1950 als auch 1951 war das Rennen Teil der neuen Formel-1-Weltmeisterschaft, zählte jedoch nicht in der Wertung. Beide Male gewann Ferrari den Titel, wobei Alberto Ascari das letzte Rennen 1951 gewann.

## Resultate
| Auflage | Datum          | Klasse                          | Fahrer                | Hersteller | Fahrzeugtyp        |
| ------- | -------------- | ------------------------------- | --------------------- | ---------- | ------------------ |
| 1       | 25. Juli 1937  | Voiturette                      | Achille Varzi         | Maserati   | Maserati 6CM       |
| 2       | 13. April 1947 | Internationale Sportwagen       | Yves Giraud-Cabantous | Delahaye   | Delahaye 135       |
| 3       | 27. Juni 1948  | Voiturette (Formel-1-Reglement) | Alberto Ascari        | Maserati   | Maserati 4CLT/48   |
| 4       | 3. April 1949  | Voiturette (Formel-1-Reglement) | Juan Manuel Fangio    | Maserati   | Maserati 4CLT/48   |
| 5       | 16. April 1950 | Formel 1                        | Juan Manuel Fangio    | Ferrari    | Alfa Romeo 158 s/c |
| 6       | 22. April 1951 | Formel 1                        | Alberto Ascari        | Ferrari    | Ferrari 375F1      |

## Strecken

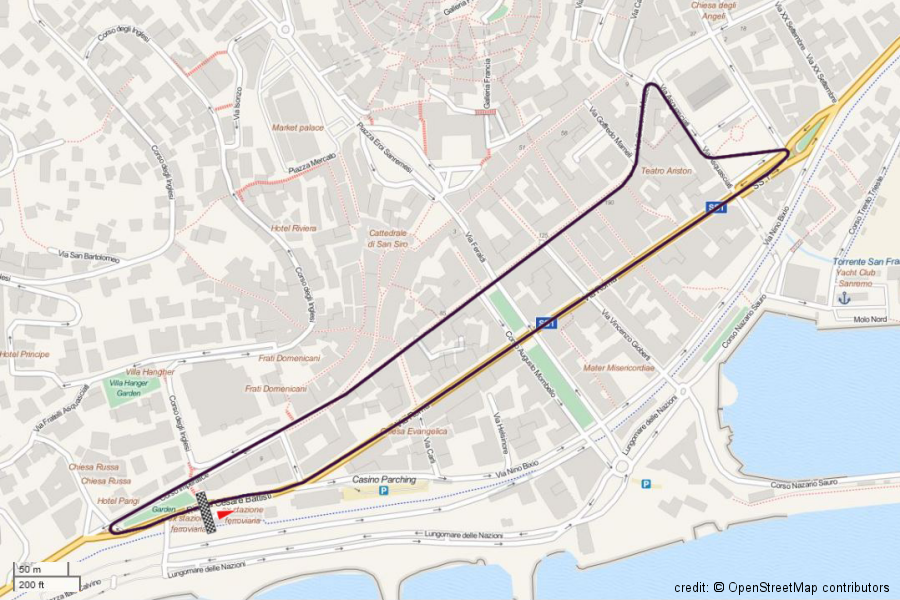
Straßenkurs von 1937
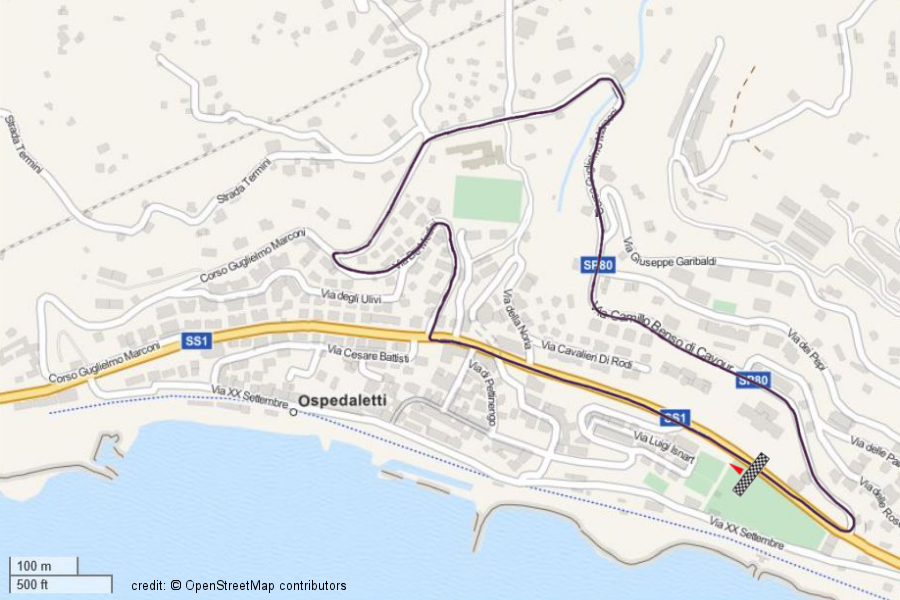
Streckenlayout 1947
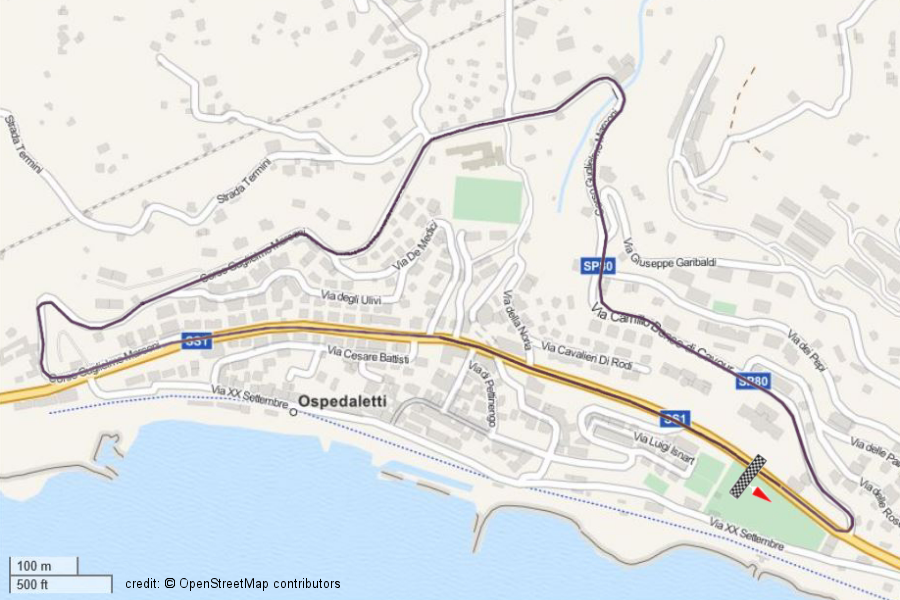
Streckenlayout 1948–1951.